# Typ 707
Typ 707 je třída tankerů německého námořnictva. Jejich německé označení je Betriebsstoffversorger. Celkem byly objednány dvě jednotky této třídy. Dodány mají být v roce 2025. (??)
Ve službě nahradí tankery třídy Rhön (typ 704).

## Stavba
V roce 2018 německé námořnictvo zveřejnilo plán na vyřazení obou tankerů třídy Rhön (typ 704) v roce 2025. Dne 17. července 2019 byl oznámen plán akvizice jejich náhrady v podobě nové třídy Typ 707. Ta bude rychlejší a s větší kapacitou nákladu. Bezpečnost provozu zvýší dvouplášťový trup. Vývoj a stavbu plavidel zajišťuje společnost NVL Group (Naval Vessels Lürssen) ve spolupráci s Meyer Group (Meyer). Kontrakt byl uzavřen v roce 2021. Slavnostní první řezání oceli na prototyp plavidla proběhlo 29. června 2023 v Meyer hlavní loděnici Meyer Werft v Papenburgu a kýl prototypu byl založen 8. srpna téhož roku v Meyer pobočné loděnici Neptun Werft v Rostocku.
Jednotky typu 707:
| Jméno   | Založení kýlu  | Spuštěna       | Vstup do služby | Status    |
| ------- | -------------- | -------------- | --------------- | --------- |
| (A1442) | 8. srpna 2023  | 11. ledna 2025 |                 | ve stavbě |
|         | 25. dubna 2024 |                |                 | ve stavbě |

První loď byla postavena v Neptun Werft, Rostock. Druhá loď je ve výstavbě v Meyer Werft, Papnenburg. Přední část trupu byla postavena v Neptun Werft-Rostock a přenesena plovoucí na Meyer Werft v březnu 2025.

## Konstrukce
Kromě 42 členů posádky jsou na palubě ubikace pro dalších 23 osob. Tanker pojme 15 000 tun nákladu včetně dvaceti standardizovaných kontejnerů. Nejvyšší rychlost dosahuje 20 uzlů.